# Всеукраїнська нарада жінок-колгоспниць
Всеукраїнська нарада жінок-колгоспниць 1929. Скликана 8 червня в Харкові. Була заходом з підготовки проведення в УСРР суцільної колективізації сільського господарства та ліквідації прошарку заможних селян. На ній були присутні 150 делегаток. У роботі наради взяли участь голова ВУЦВК Г.Петровський та нарком земельних справ О.Шліхтер. Головним на нараді було питання про ширше використання жіночої праці в колгоспах, виховання колгоспниць у «радянському соціалістичному дусі». Нарада прийняла звернення до всіх жінок УСРР із закликом сприяння росту й зміцненню колгоспів.